# سن-استانیسلاس-دو-کوستکا، کبک
سن-استانیسلاس-دو-کوستکا (به فرانسوی: Saint-Stanislas-de-Kostka) شهری در منطقه شهری بوآرنوا-سالابری ناحیه مونترژی در استان کبک کانادا است. در سرشماری سال ۲۰۱۱ این شهر ۱٬۶۵۳ نفر جمعیت داشته‌است و مساحت آن ۶۲٫۱۶ کیلومتر مربع است.